# Olympia Fields
Olympia Fields est un village situé dans le comté de Cook en proche banlieue de Chicago dans l'État de l'Illinois aux États-Unis.

## Personnalités
- Buck Brown (1932-2007), dessinateur humoristique américain, est mort à Olympia Fields.